# Pogonella minutus
Pogonella minutus är en insektsart som beskrevs av Goding. Pogonella minutus ingår i släktet Pogonella och familjen hornstritar. Inga underarter finns listade i Catalogue of Life.